# Marskrater
Die Marskrater sind – wie auch die Krater auf Mond und Merkur – das Ergebnis des Impakts von massiven Kleinkörpern wie Asteroiden und großer Meteoroide. Die meisten dieser Himmelskörper kollidierten mit dem Mars in der Zeit des „Großen Bombardements“ vor etwa 4 Milliarden Jahren, bald nach der Bildung der Planeten.
Im Gegensatz zu Mond, Merkur und einigen Jupitermonden ist die Kraterdichte nicht gleichmäßig, sondern wegen der tektonischen Aktivität des Planeten vom Alter der Oberfläche abhängig.

## Zur Entdeckung der Marskrater
Die Existenz von Marskratern wurde erst 1965 durch die US-Marssonde Mariner 4 nachgewiesen und war eine gewisse Überraschung, weil man von der Erde aus auch die größten unter ihnen nicht ausmachen konnte. Ein Grund dafür sind die relativ geringen Neigungen und die steile Beleuchtung bei einer Mars-Opposition. Allerdings haben die Astronomen in den Folgejahren die Krateranzahl überschätzt, weil Mariners Flugbahn vor allem über Hochländer und kaum über andere Großlandschaften geführt hatte. Erst etwa 10 Jahre später machten die Aufnahmen neuerer Marssonden klar, dass nicht der ganze „Rote Planet“ von ihnen bedeckt ist und er darin keineswegs – wie zunächst vermeldet – dem Erdmond ähnlich sei.
Die Interpretation solcher Befunde ist langwierig. Sie hängt von der Tektonik des Planeten, seiner Auskühlung, der Gesteinsart und ihrer durchschnittlichen Erosion (stärker als auf dem Mond), der langfristigen Entwicklung der Atmosphäre, der statistischen Verteilung der Asteroiden-Umlaufbahnen und anderen Effekten ab. Auf der Venus sind z. B. die Krater seltener als auf dem Mars, aber regelmäßiger verteilt und durch vulkanische Aktivitäten stärker verändert worden.

## Geologische Besonderheiten
Auch die Morphologie und Größenverteilung der Marskrater unterscheidet sich von jener auf anderen terrestrischen Himmelskörpern. Durch Messungen ihrer Anzahl und Größe auf den großen Vulkanen des Mars, wie Olympus Mons oder Mons Astraeus, kam man zum Ergebnis, dass die ältesten Marsvulkane ihre Hauptaktivität vor ca. 3,8 bis 3,9 Milliarden Jahren hatten. Die Auszählung in anderen Gebieten zeigte jedoch eine unterschiedliche Korrelation zwischen Zahl, Größe und Alter, als dies bei den anderen Himmelskörpern der Fall ist.
So sind auf Infrarotbildern selbst in der Umgebung kleinerer Krater, von etwa ein Kilometer Größe, langgezogene strahlenförmige Muster zu erkennen – ein Hinweis darauf, dass beim Einschlag eines Meteoriten mehr Gestein als bisher angenommen verspritzt wurde. Solche „Felsregen“ können zu tausenden Sekundärkratern führen und die Statistik und Altersbestimmung verfälschen.
Eine andere Besonderheit sind die relativ häufigen Kraterreihen; einige von ihnen umfassen vier bis fünf Krater in fast gerader Linie. Ob diese Linienstrukturen zufällig oder durch spezielle Einschläge entstanden sind, ist z. B. für die Deutung der 1877 entdeckten „Marskanäle“ nicht unerheblich. Auch einige stark erodierte "Geisterkrater" bilden solche Reihen.
Im Gegensatz zum Mond gibt es z. B. kaum Rillen, an deren Knickpunkten kleine Krater sitzen. Die wie trockene Flussbette aussehenden Canyons und netzartigen Rinnen führt man auf riesige Flutwellen durch aufgeschmolzenes Bodeneis zurück, die aber sehr rasch wieder versiegten. An einigen Kraterrändern entdeckte man fächerförmige Delta-Strukturen, die am Kraterboden enden und an irdische Mäanderflüsse erinnern. Um sich solche veränderlichen Wege zu bahnen, muss das Wasser in ihnen über längere Zeit geflossen sein.
Zwar konnte 1965 die Raumsonde Mariner 4 die Existenz von breiteren Marskanälen weitgehend ausschließen, doch erst Mariner 9 und später die Viking-Orbiter der 1970er Jahre zeigten, dass die vorangegangenen Vorbeiflüge vornehmlich über alte, stark verkraterte Hochländer im Süden geführt hatten. Da diese fast 2/3 der Planetenoberfläche einnehmen, verfestigte sich zunächst der Eindruck einer tristen Kraterlandschaft. Das fehlende Drittel im Norden ist hingegen von jungen, ausgedehnten Tiefebenen – vermutlich vulkanischen Ursprungs – mit nur wenigen Kratern besetzt. Die Tiefländer werden von zwei riesigen vulkanischen Plateaus namens Tharsis und Elysium unterbrochen. Außer fünf Großvulkanen mit bis über 500 km Durchmesser findet sich hier auch ein gewaltiger, 4000 km langer Grabenbruch, die Valles Marineris.
Nach Jahrzehnten der Überzeugung, dass es niedriges Leben auf dem Mars geben könnte, wurde es darüber durch die Entdeckung der Krater zunächst still. Als aber Voyager-Sonden die ersten Gerinne in ausgetrocknetem Zustand entdeckten, verlagerte sich das öffentliche Mars-Interesse auf den Nachweis der Existenz von Wasser, der Raumfahrtorganisationen wie ESA und NASA bis heute beschäftigt.